# Stenandrium stenophyllum
Stenandrium stenophyllum är en akantusväxtart som beskrevs av C. Kameyama. Stenandrium stenophyllum ingår i släktet Stenandrium och familjen akantusväxter. Inga underarter finns listade i Catalogue of Life.